# Martin Zvolánek
Martin Zvolánek (* 26. května 1974 Pardubice) je český tělesně handicapovaný stolní tenista a diskař, na letních paralympijských hrách získal tři medaile. Účastnil se her v roce 2000, 2008, 2012 a 2016. Má ochrnuté dolní končetiny, klasifikační skupina atletika F51, stolní tenis TT2.

## Závodní výsledky
atletika
- Letní paralympijské hry 2008 (hod diskem)
- 5. místo na LPH (hod kuželkou)
- 2. místo na Mistrovství světa 2006 (hod diskem)
- 11. místo na Mistrovství světa 2006 (hod kuželkou)

stolní tenis
- Letní paralympijské hry 2000
- 1. místo Mistrovství světa 1998 Paříž
- 1. na MČR stolního tenisu

## Ocenění
- Nejúspěšnější sportovci okresu Pardubice; tělesně postižení: Martin Zvolánek (1974), Hvězda SKP Pardubice, atletika. Čtenářská anketa: 1. místo.[1]
- Nominace – Nejúspěšnější sportovci Pardubického kraje: Martin Zvolánek (1974), Hvězda SKP Pardubice, atletika – vrhy, Lokomotiva Pardubice, stolní tenis, 3. na LPH – disk, 5. na LPH – kuželka, 1. na MČR stolního tenisu.[2]
- Nejúspěšnější sportovec roku 2017; Handicapovaní: Martin Zvolánek, stolní tenis, SK Nové Město nad Metují[3]